# 신봉
신봉(神鳳)은 중국 손오(孫吳) 대제(大帝)의 다섯 번째 연호이다. 252년 3월에서 252년 4월까지 2개월 동안 사용하였다.
같은 시기에 사용된 다른 연호로는 조위(曹魏)에서 사용한 가평(嘉平 : 249년 ~ 254년), 촉한(蜀漢)에서 사용한 연희(延熙 : 238년 ~ 257년)가 있다.

## 연대대조표
| 신봉                | 원년            |
| 서력                | 252년           |
| 육십간지 (六十干支) | 임신(壬申)      |
| 조위 (曹魏)         | 가평(嘉平) 4년  |
| 촉한 (蜀漢)         | 연희(延熙) 15년 |

## 같이 보기
- 중국의 연호

| 이전 연호 태원(太元) | 중국의 연호 손오(孫吳) | 다음 연호 건흥(建興) |